# 伯克斯伦德
伯克斯伦德（德語：Böxlund）是德国石勒苏益格－荷尔斯泰因州的一个市镇。总面积4.40平方公里，总人口108人，其中男性58人，女性50人（2011年12月31日），人口密度25人/平方公里。